# Hamadryas alicia
Espèce
Hamadryas alicia est une espèce de lépidoptères (papillons) de la famille des Nymphalidae, de la sous-famille des Biblidinae et du genre Hamadryas.

## Dénomination
Hamadryas alicia a été décrit par Henry Walter Bates en 1865 sous le nom initial d’Ageronia alicia.

### Nom vernaculaire
Hamadryas alicia se nomme Alicia Cracker en anglais.

## Écologie et distribution
Hamadryas alicia est présent au Brésil.

### Protection
Pas de statut de protection particulier.